# Lac Sovetskaïa
Le lac Sovetskaïa est un lac subglaciaire situé sous l'inlandsis antarctique. C'est le premier lac sous-glaciaire de l'Antarctique à avoir été identifié, en 1970, par Jordon Robin, par la  technique de sondage par ondes radio. D'une superficie de 1 600 km2, ce lac à l'état liquide se situe sous 4 200 m de glace, près de la station de recherche Sovetskaïa, non loin du lac Vostok. La température de l'eau est d'environ −2 °C.